# Алан Руїс
Алан Руїс (ісп. Alan Ruiz; нар. 19 серпня 1993, Ла-Плата) — аргентинський футболіст, півзахисник португальського клубу «Ештрела» та молодіжної збірної Аргентини.
Виступав також за клуб «Спортінг».

## Клубна кар'єра
Народився 19 серпня 1993 року в місті Ла-Плата. Вихованець футбольної школи клубу «Хімнасія і Есгріма». Дорослу футбольну кар'єру розпочав 2011 року в основній команді того ж клубу, в якій провів один сезон, взявши участь у 29 матчах чемпіонату. 
Згодом з 2012 по 2016 рік грав у складі команд «Сан-Лоренсо», «Греміо», «Сан-Лоренсо» та «Колон».
Своєю грою за останню команду привернув увагу представників тренерського штабу клубу «Спортінг», до складу якого приєднався 2016 року. Відіграв за лісабонський клуб наступні два сезони своєї ігрової кар'єри.
Протягом 2018—2024 років захищав кольори клубів «Колон», «Атлетіко Альдосіві», «Арсенал» (Саранді), «Ароука» та «Спорт Ресіфі».
До складу клубу «Ештрела» приєднався 2024 року. Станом на 28 грудня 2024 року відіграв за клуб з Амадори 14 матчів в національному чемпіонаті.

## Виступи за збірну
Протягом 2011–2012 років залучався до складу молодіжної збірної Аргентини. На молодіжному рівні зіграв у 9 офіційних матчах, забив 1 гол.